# Bayerisches Zuchtrennen
Der Bayerische Zuchtrennen, besser bekannt als Großer Dallmayr-Preis, ist ein Pferderennen der Gruppe Ι. Es ist für dreijährige und ältere Pferde ausgeschrieben und mit 155.000 Euro dotiert. Das Rennen findet alljährlich Ende Juli  auf der Galopprennbahn München-Riem statt. Mit einer Distanz von 2.000 Metern ist es unter den sieben deutschen Gruppe I Rennen das kürzeste.

## Geschichte
Das Rennen wurde zum ersten Mal 1866 ausgetragen. Ursprünglich führte es über die Distanz von 2.400 Metern und war auf dreijährige Pferde beschränkt, hatte also dieselben Ausschreibungsbedingungen wie das Deutsche Derby in Hamburg und wurde deshalb inoffiziell auch als Bayerisches Derby bezeichnet. Seit 1957 führt es über die heutige Distanz von 2.000 Metern. 1985 wurde es schließlich auch für ältere Pferde geöffnet. Mit der Einführung des neuen Rennsystems wurde es zunächst als Gruppe-ΙΙI-Rennen, ab 1985 dann als Gruppe-ΙΙ-Rennen und seit 1990 schließlich als Gruppe-Ι-Rennen eingestuft.

## Großer Dallmayr-Preis 2022
Der Große Dallmayr-Preis 2022 fand am 31. Juli 2022 auf der Galopprennbahn München-Riem statt. Es siegte der im Besitz von Helmut von Fincks Gestüt Park Wiedingen stehende und auch gezogene Hengst Sammarco (von Camelot aus der Saloon Sold von Soldier Hollow). Er wurde von Rene Piechulek geritten und von Peter Schiergen trainiert. Vier Wochen vorher gewann der Hengst auch das Deutsche Derby. Er geht auf einen der beiden Wittekindshöfer Zweige der Schwarzgold-Linie zurück.

### Bilder der SiegersSammarco

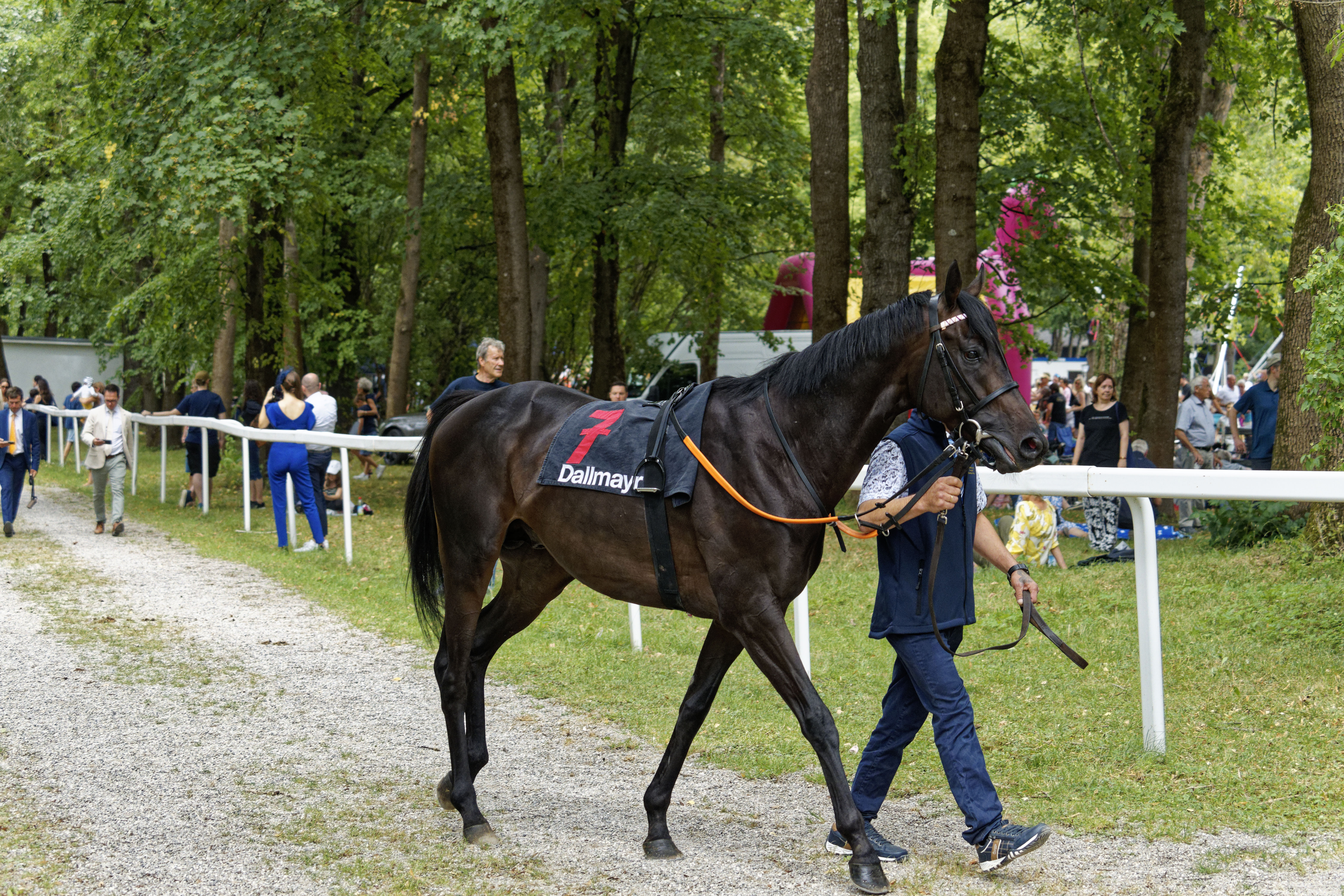
Sammarco auf dem Weg zum Führring
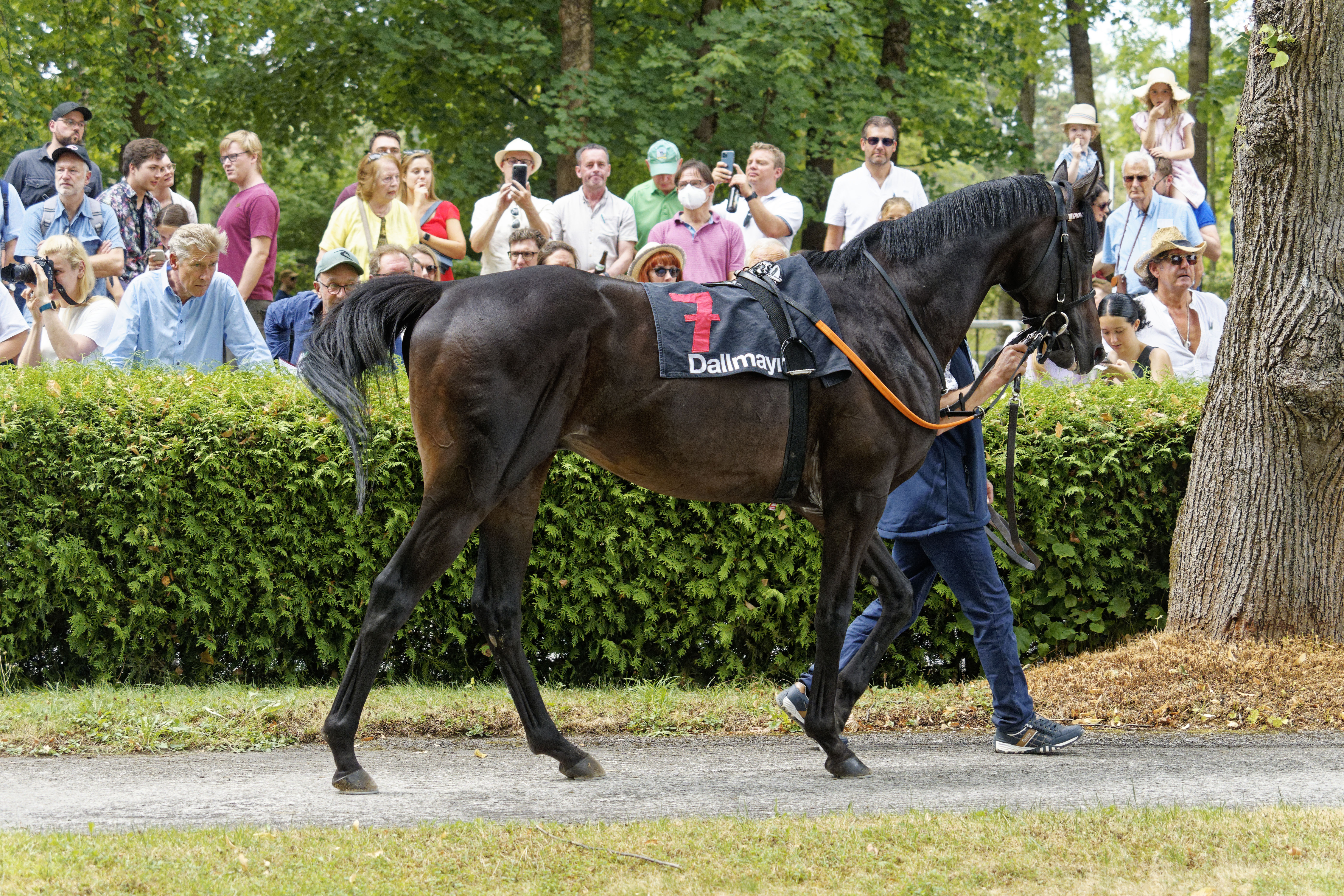
Im Führring
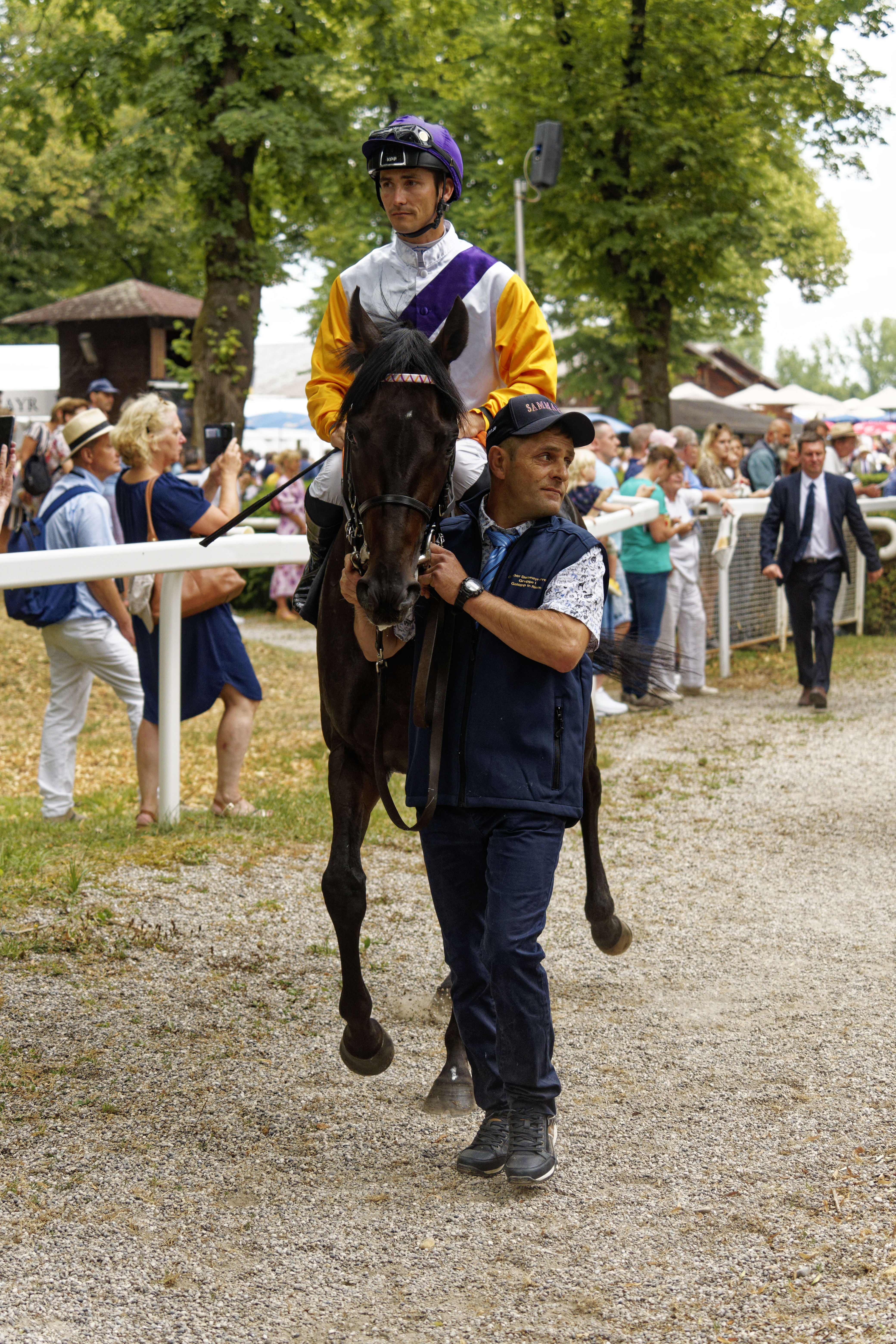
Beim Verlassen des Führrings mit Rene Piechulek
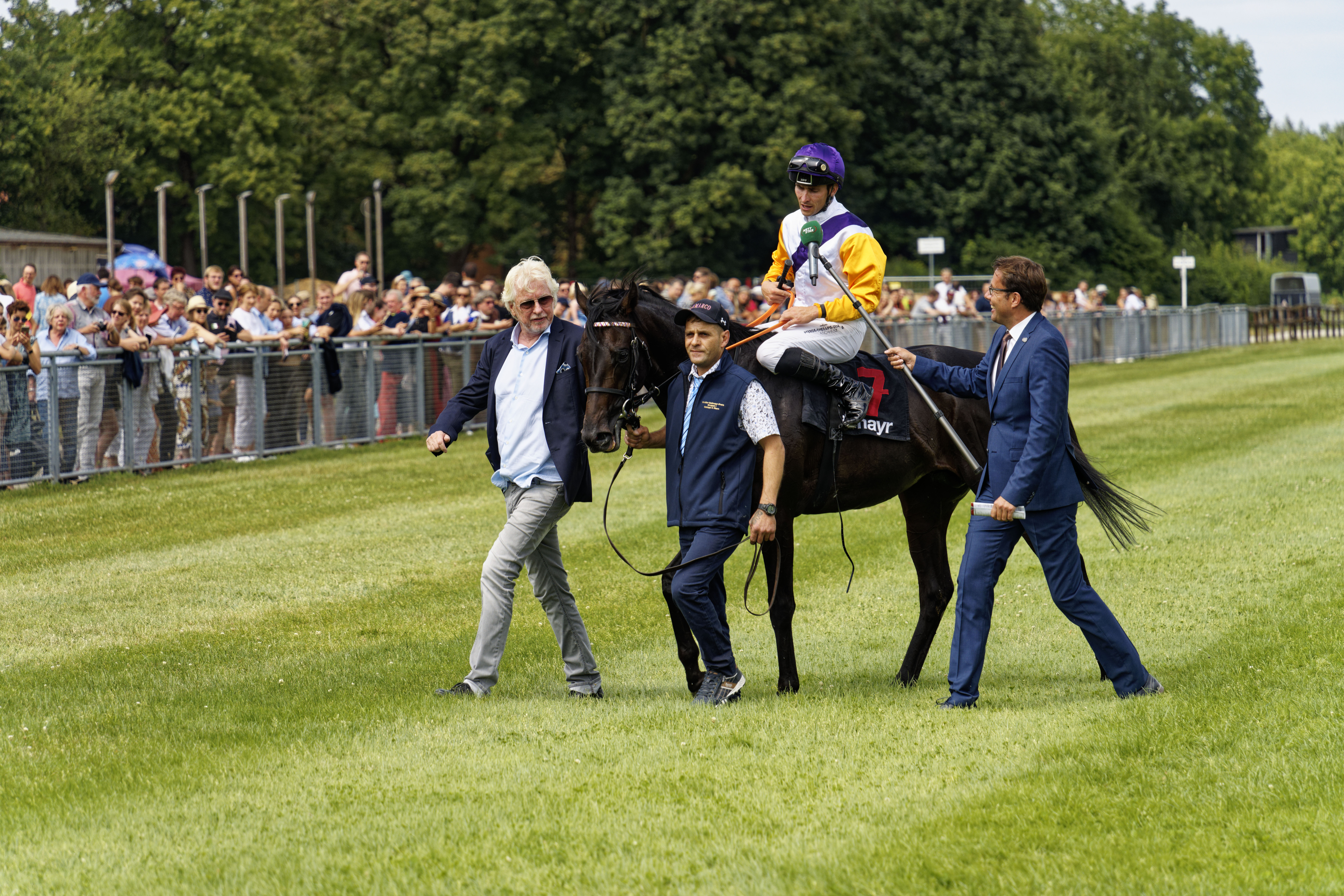
Nach dem Rennen mit Jockey Rene Piechulek und Besitzer Helmut von Finck auf dem Geläuf
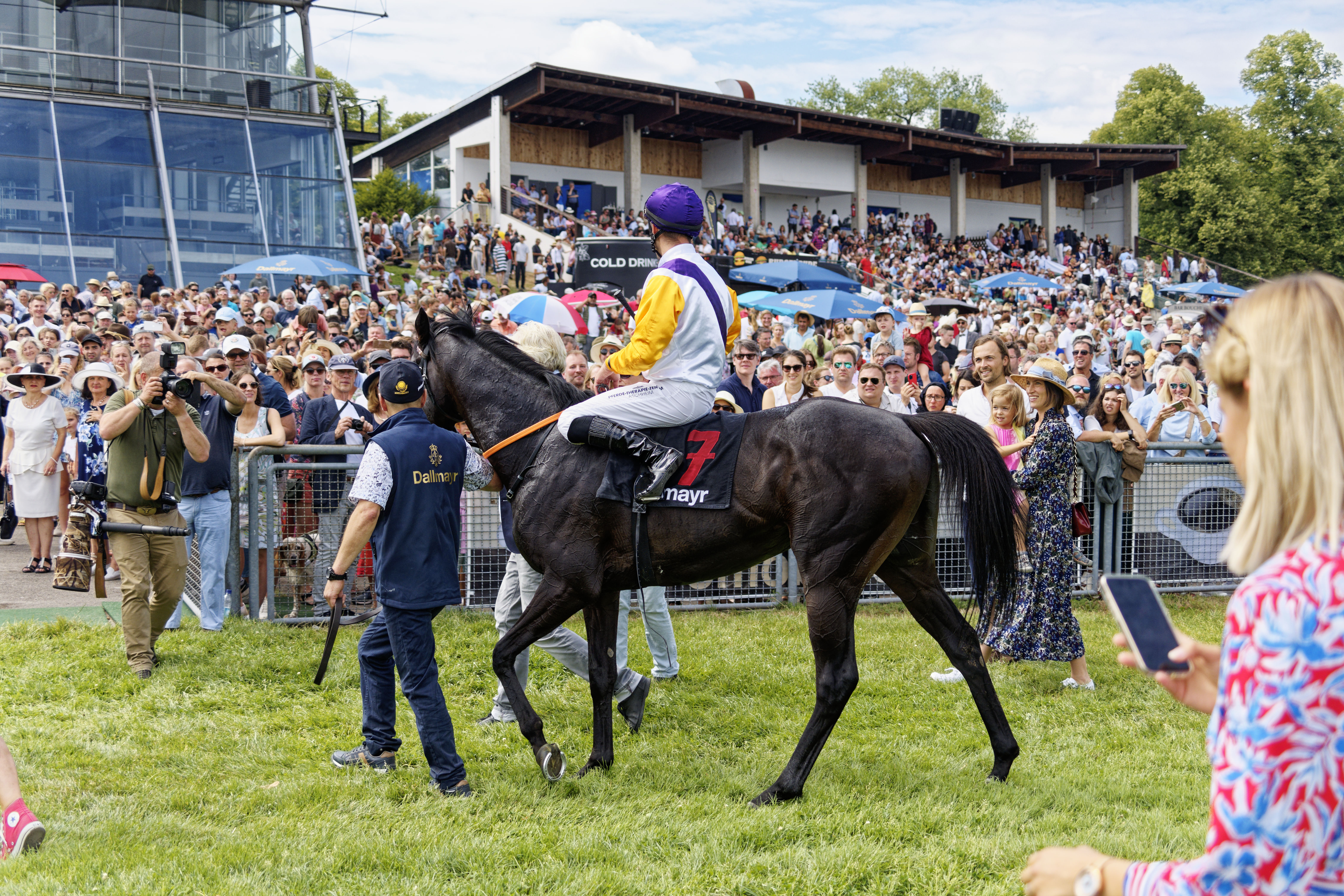
Beim Verlassen des Geläufs
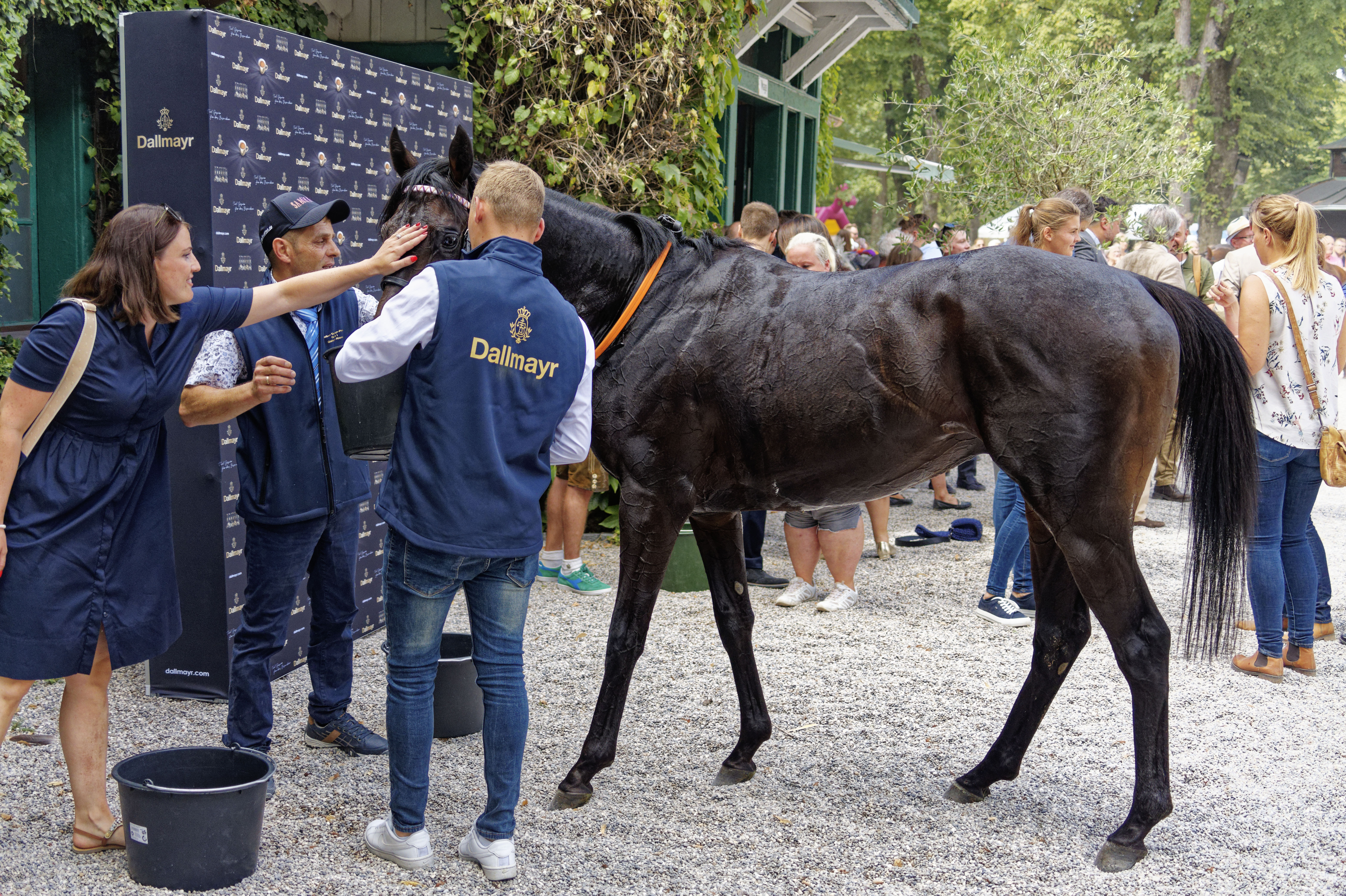
Im Absattelring

### Bilder der platzierten Pferde

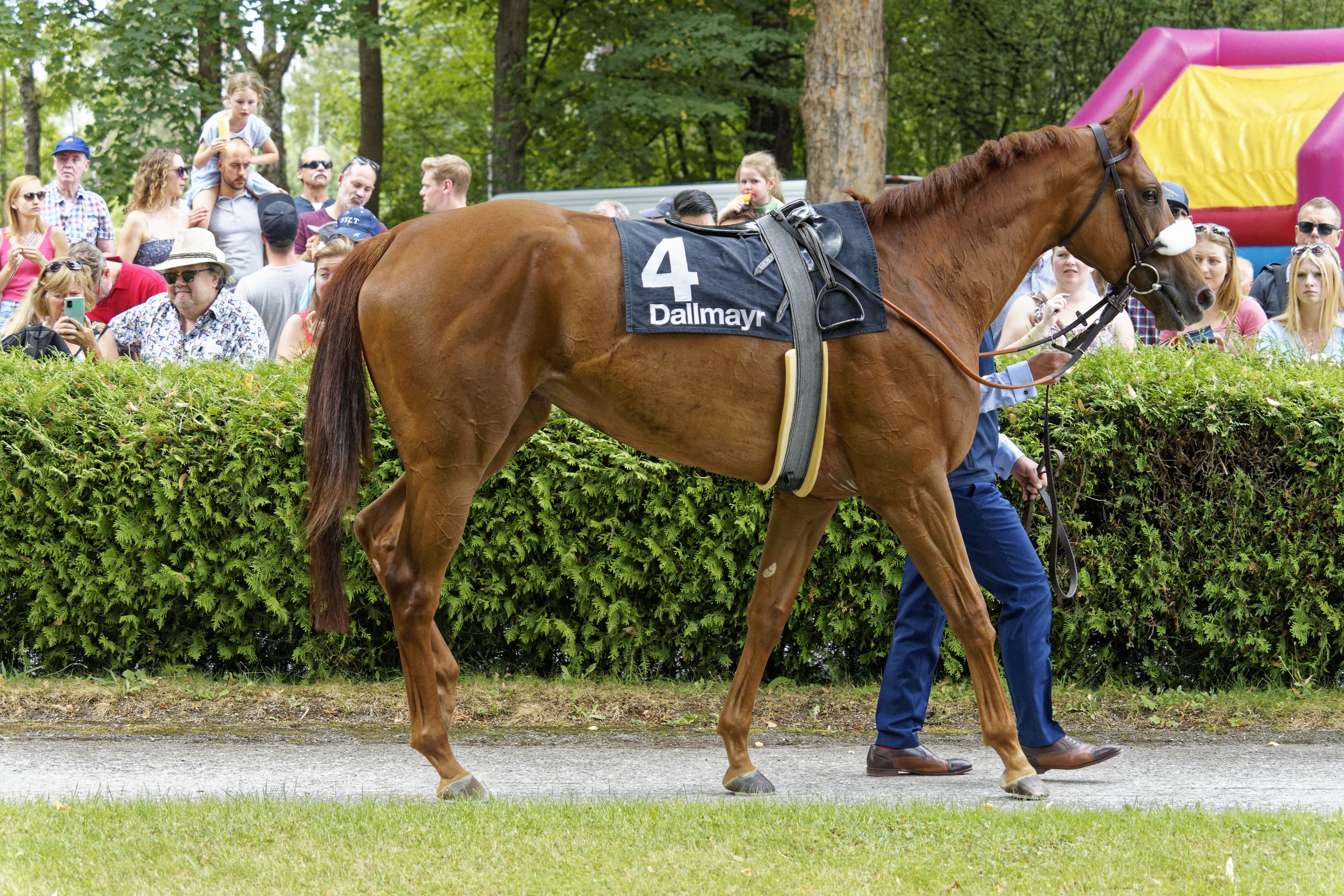
Die zweitplatzierte Stute Amazing Grace im Führring
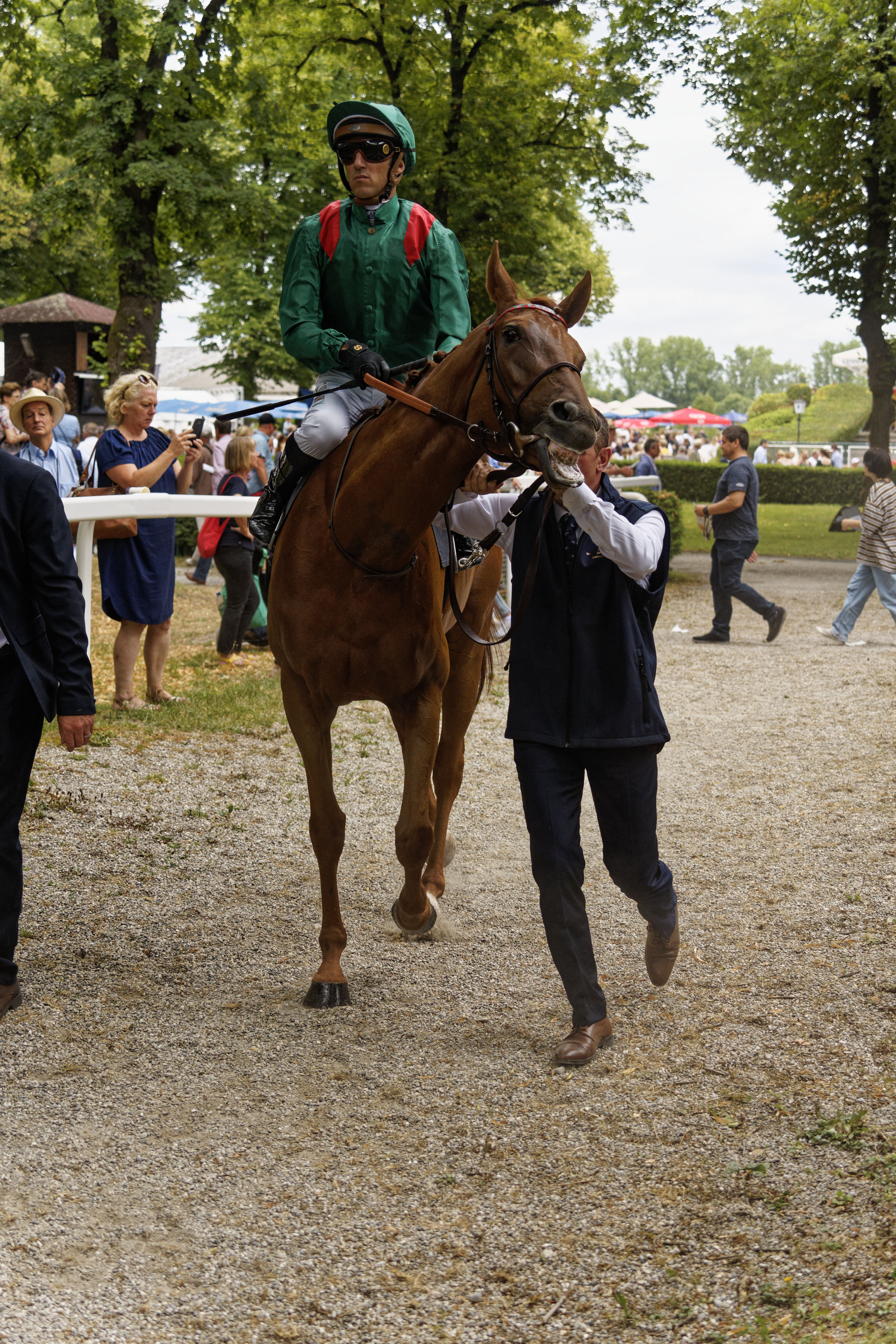
Die drittplatzierte Stute Ebaiyra mit Jockey Christophe Soumillon beim Verlassen des Führrings
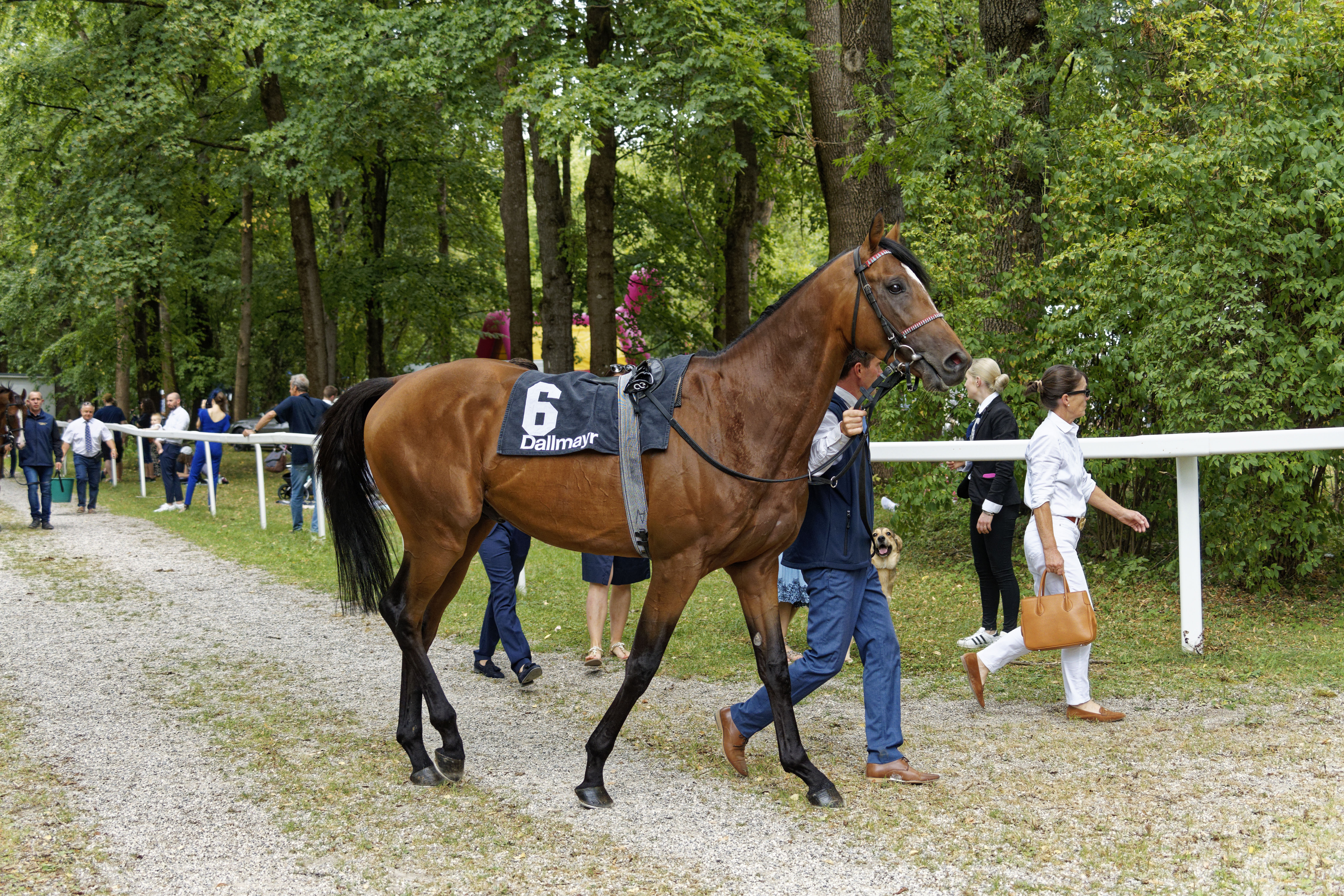
Der viertplatzierte Hengst Queroyal auf dem Weg zum Führring
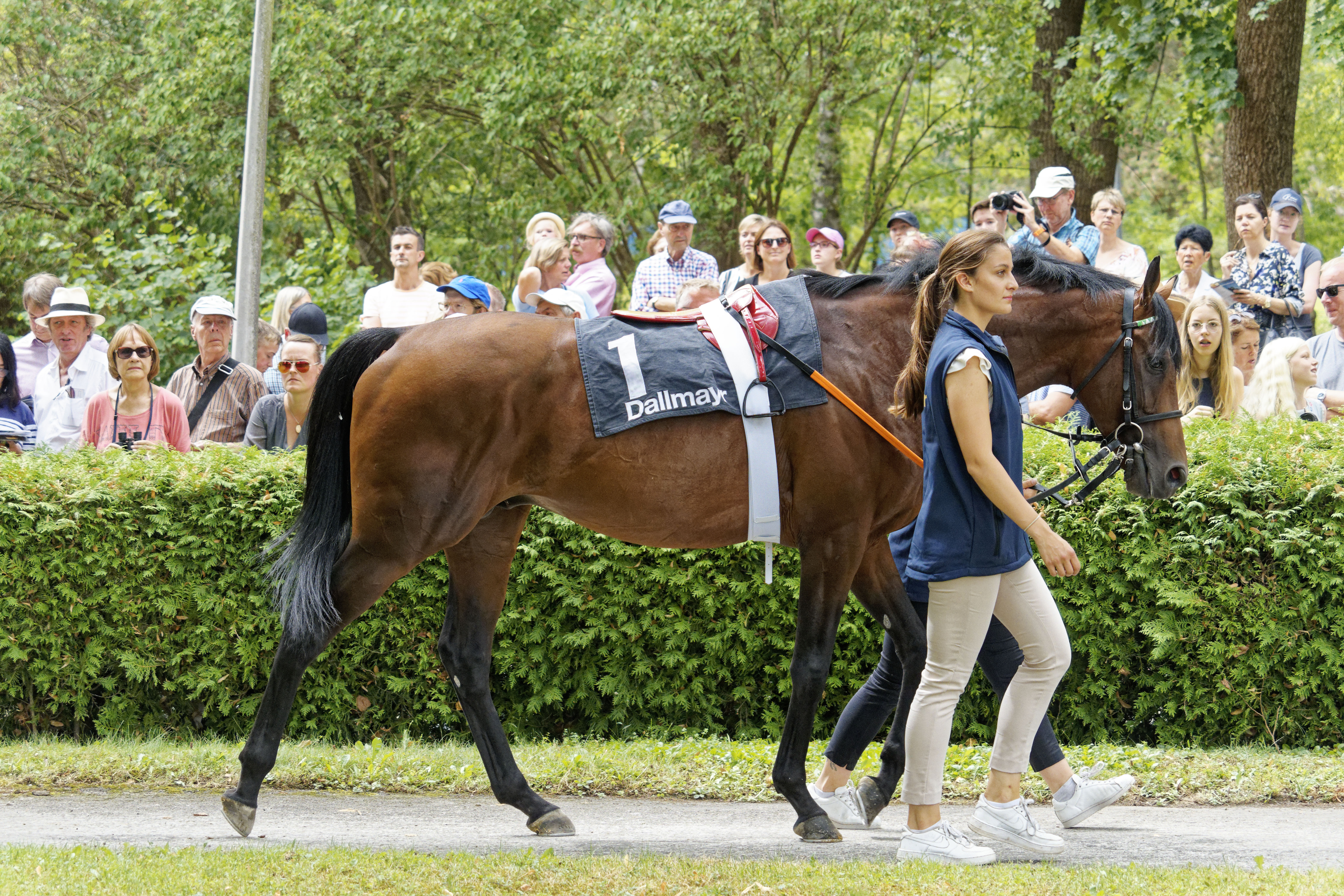
Der fünftplatzierte Hengst Best of Lips im Führring

### Bilder vom Rennen

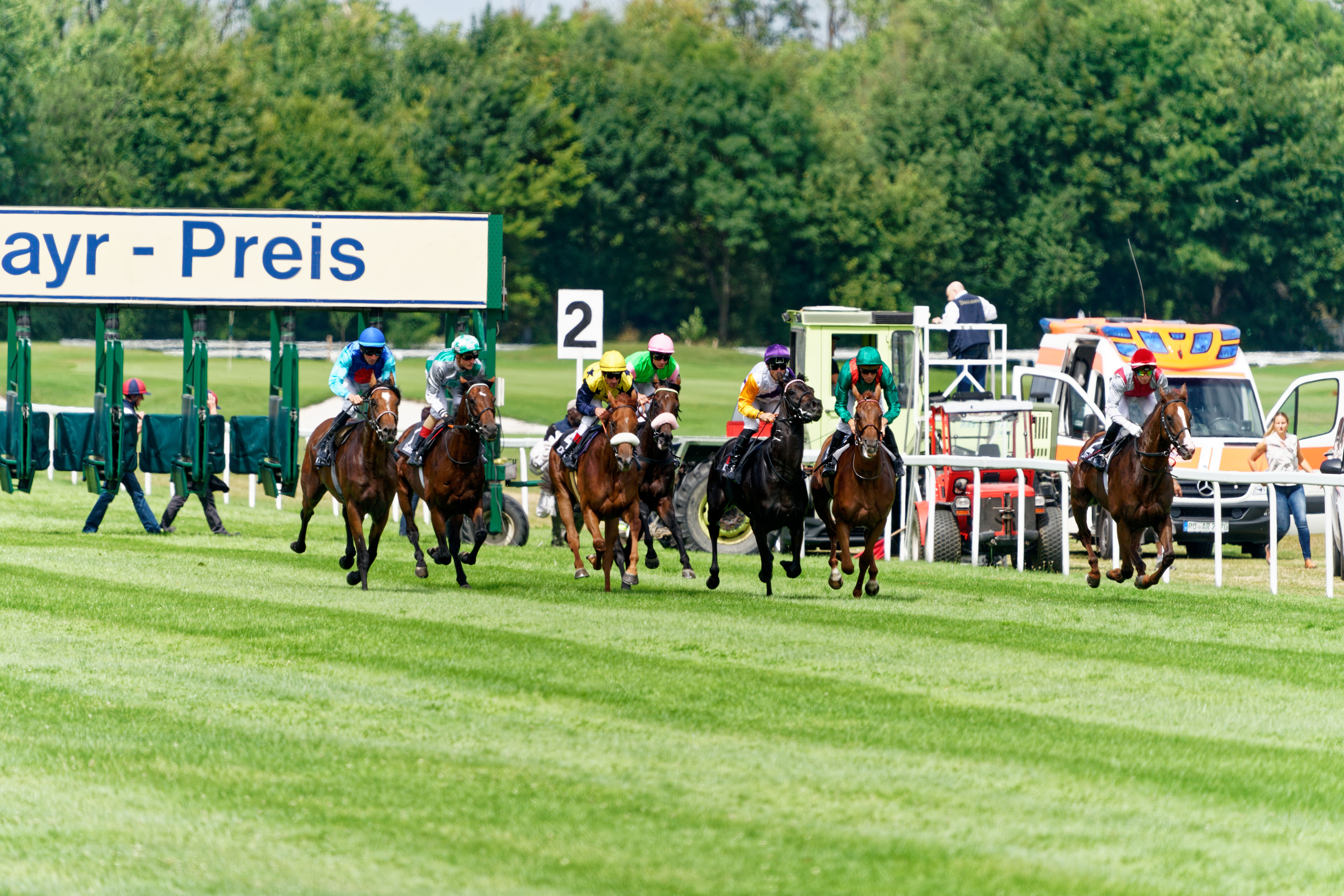
Start des Rennens
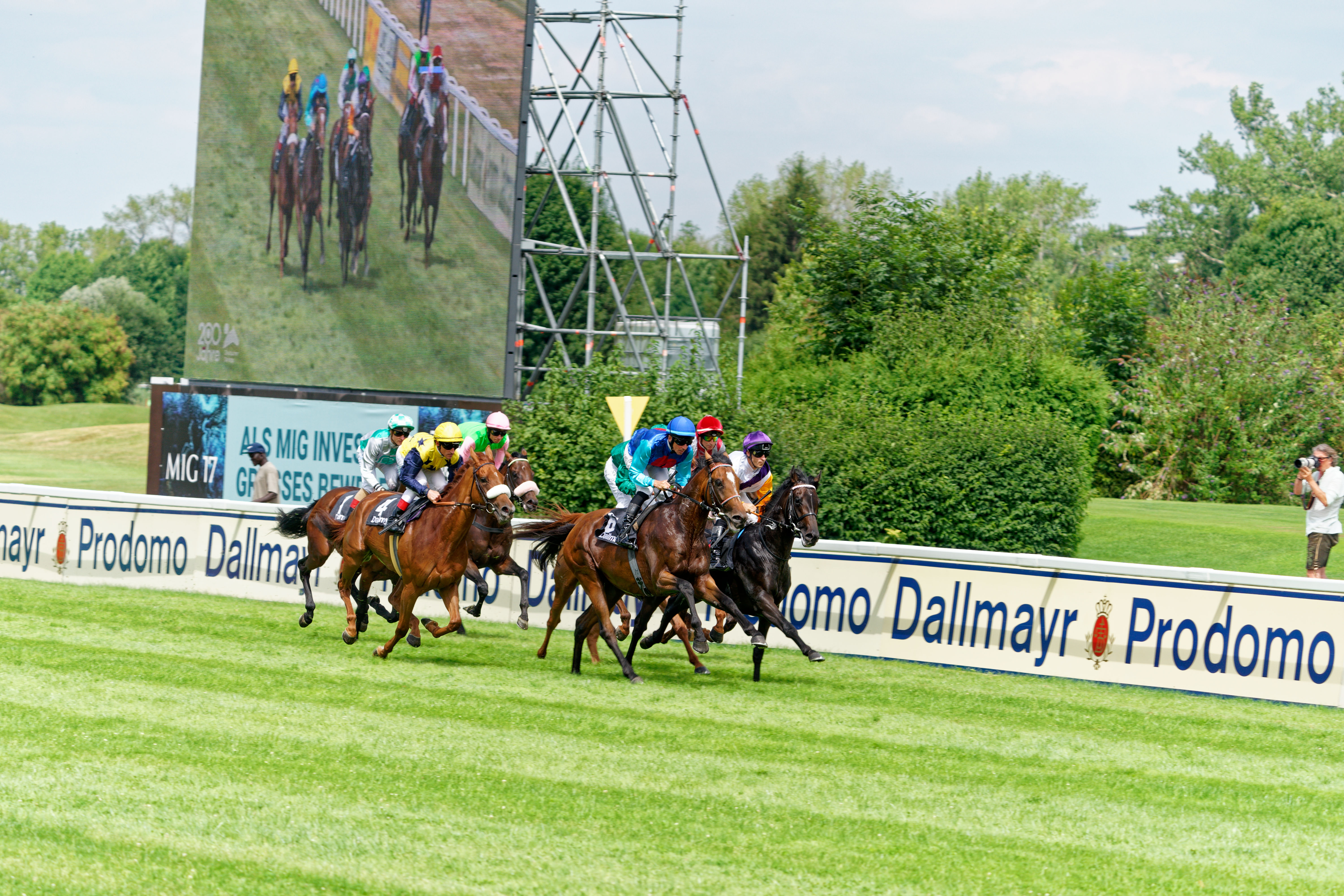
Nach dem Start führt Queroyal vor Sammarco.
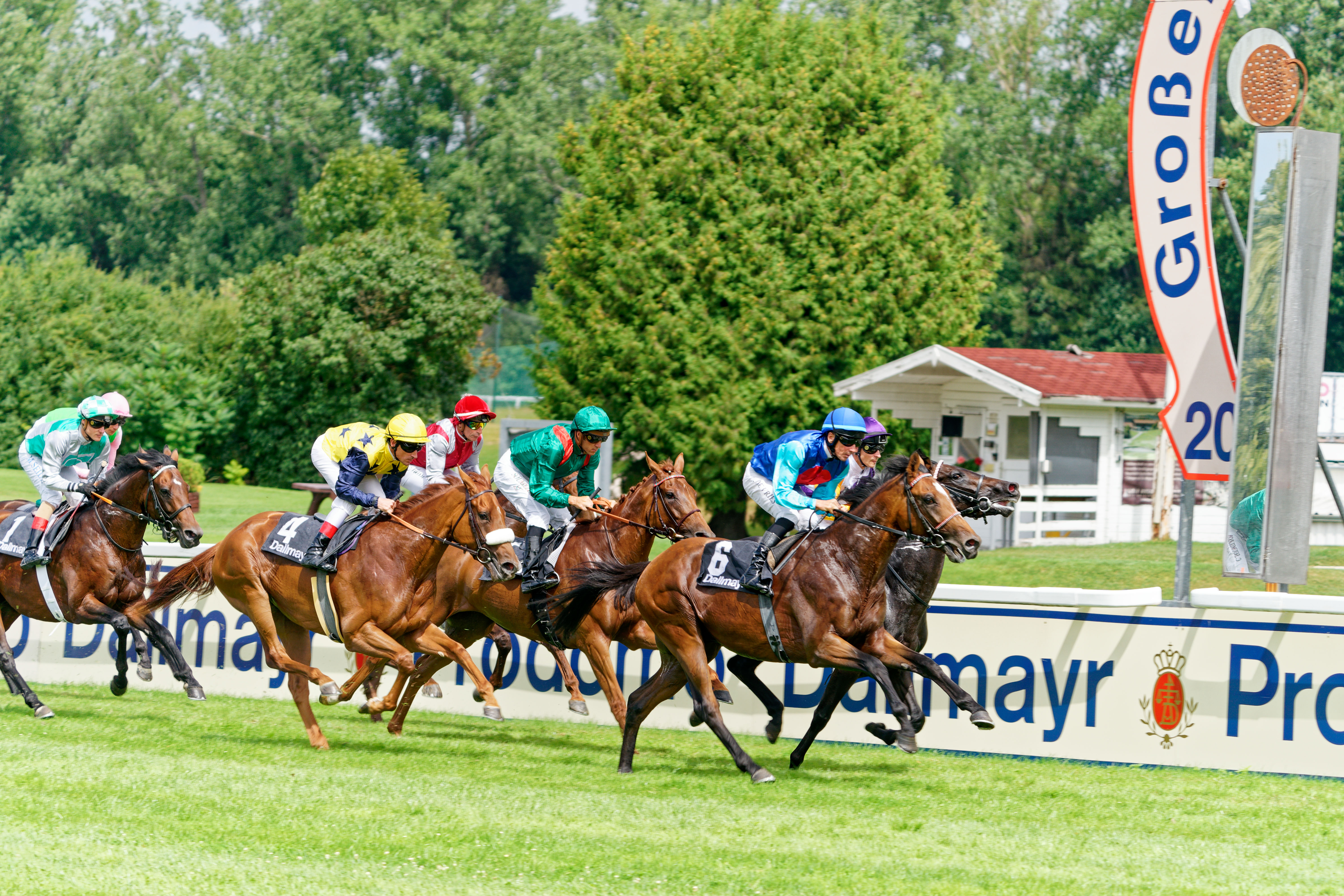
Das Feld passiert zum ersten Mal den Zielpfosten. Queroyal führt knapp vor Sammarco, dahinter Amazing Grace und Ebaiyra, dann Dawn Intello und Best of Lips. Am Ende des Feldes schließlich Rubaiyat.
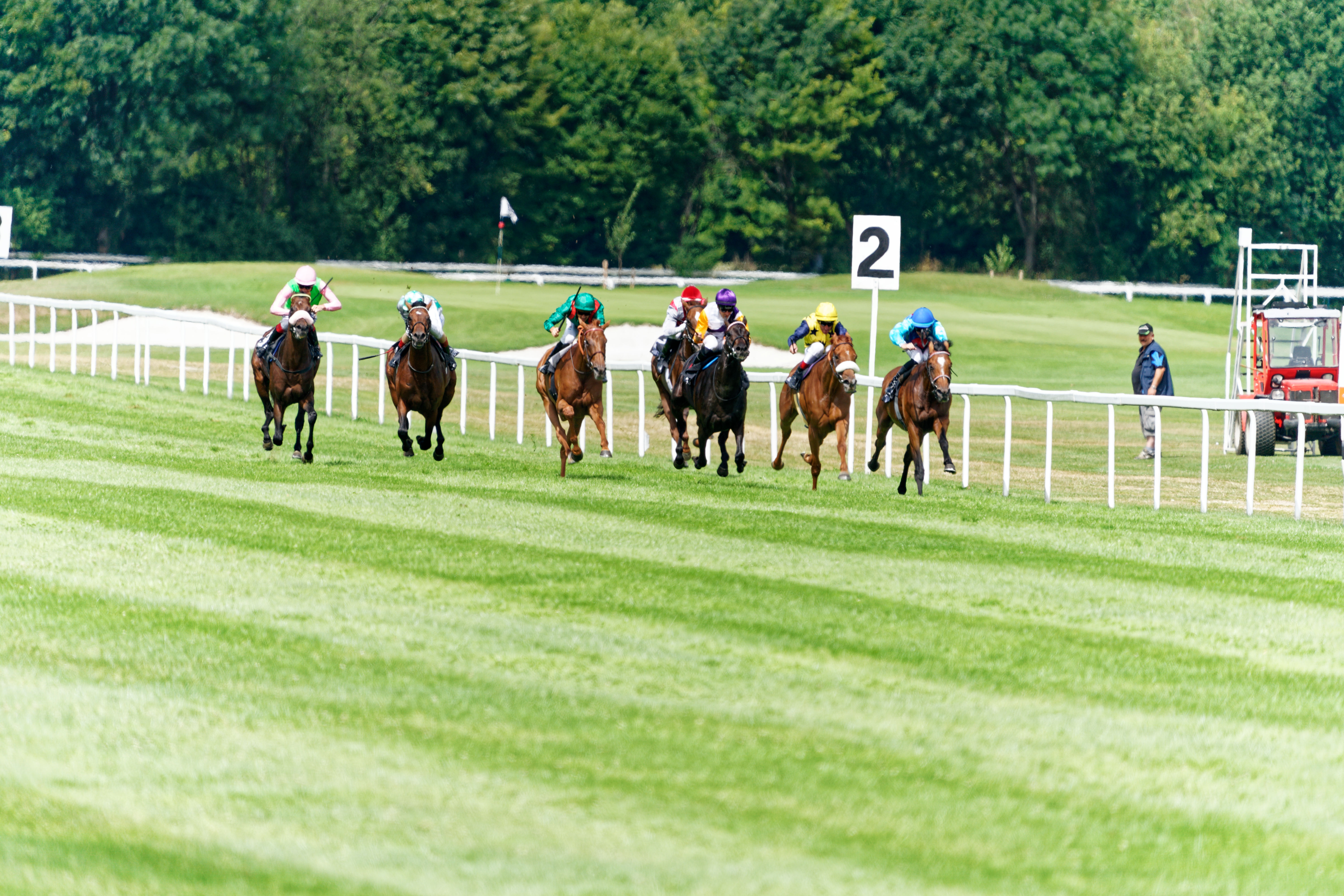
200 Meter vor dem Ziel schieben sich Sammarco und Amazing Grace an dem lange führenden Queroyal vorbei
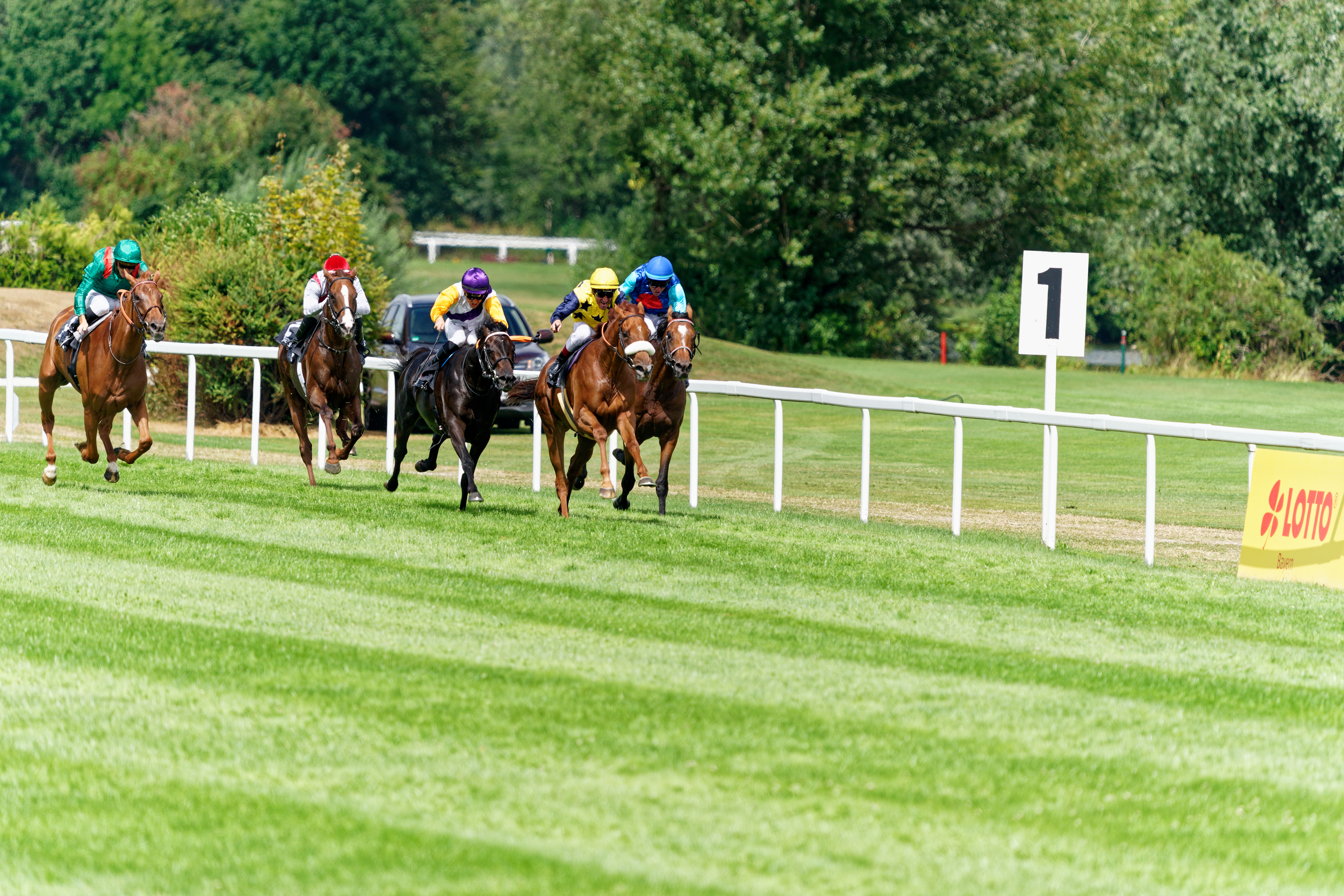
110 Meter vor dem Ziel kämpfen Amazing Grace und Sammarco um den Sieg, Queroyal und Ebaiyra um den dritten Platz.
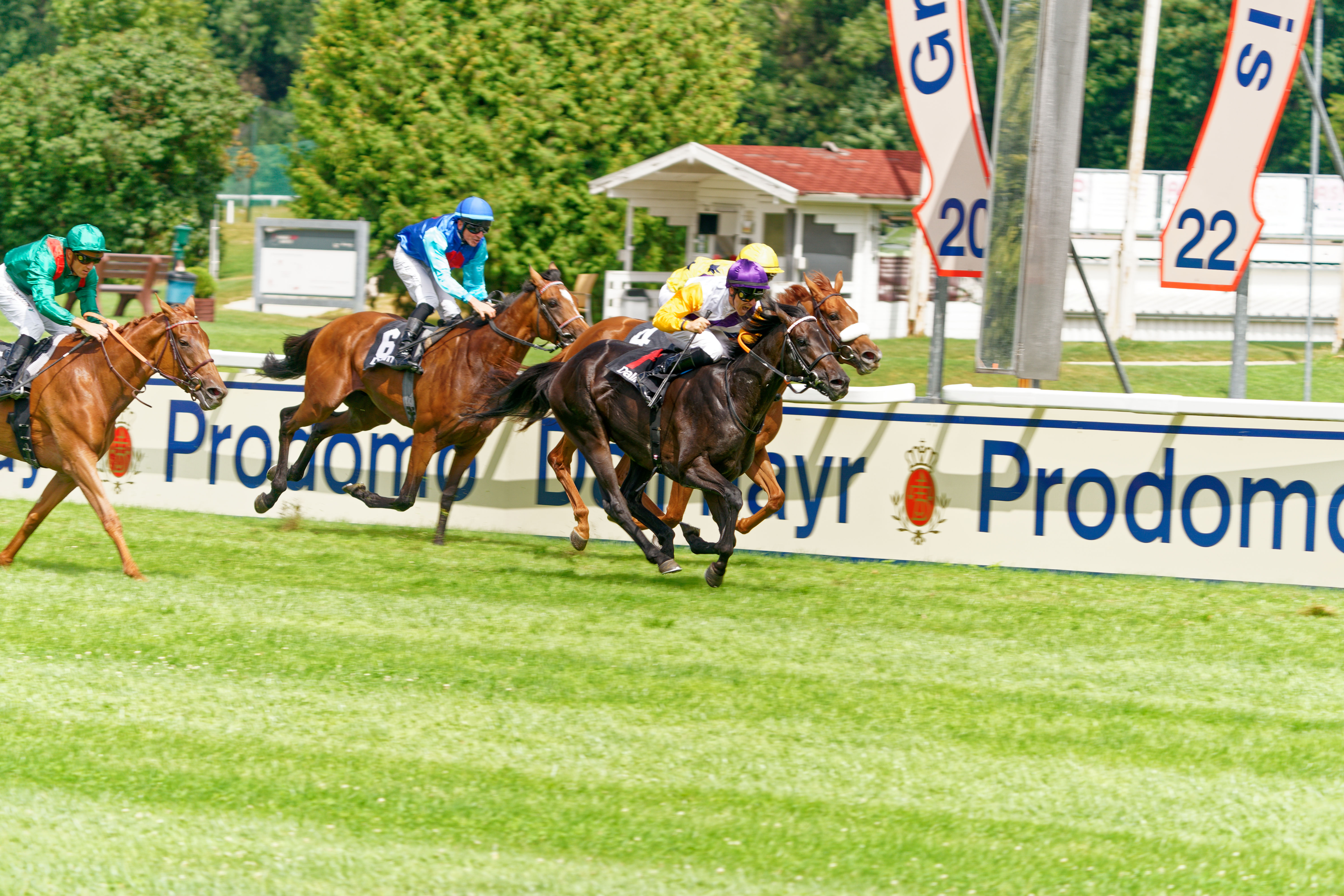
Sammarco behauptet im Ziel seine knappe Führung vor Amazing Grace. Dahinter gewinnt Ebaiyra das Duell mit Queroyal um den dritten Platz.

### Bilder von der Siegerehrung

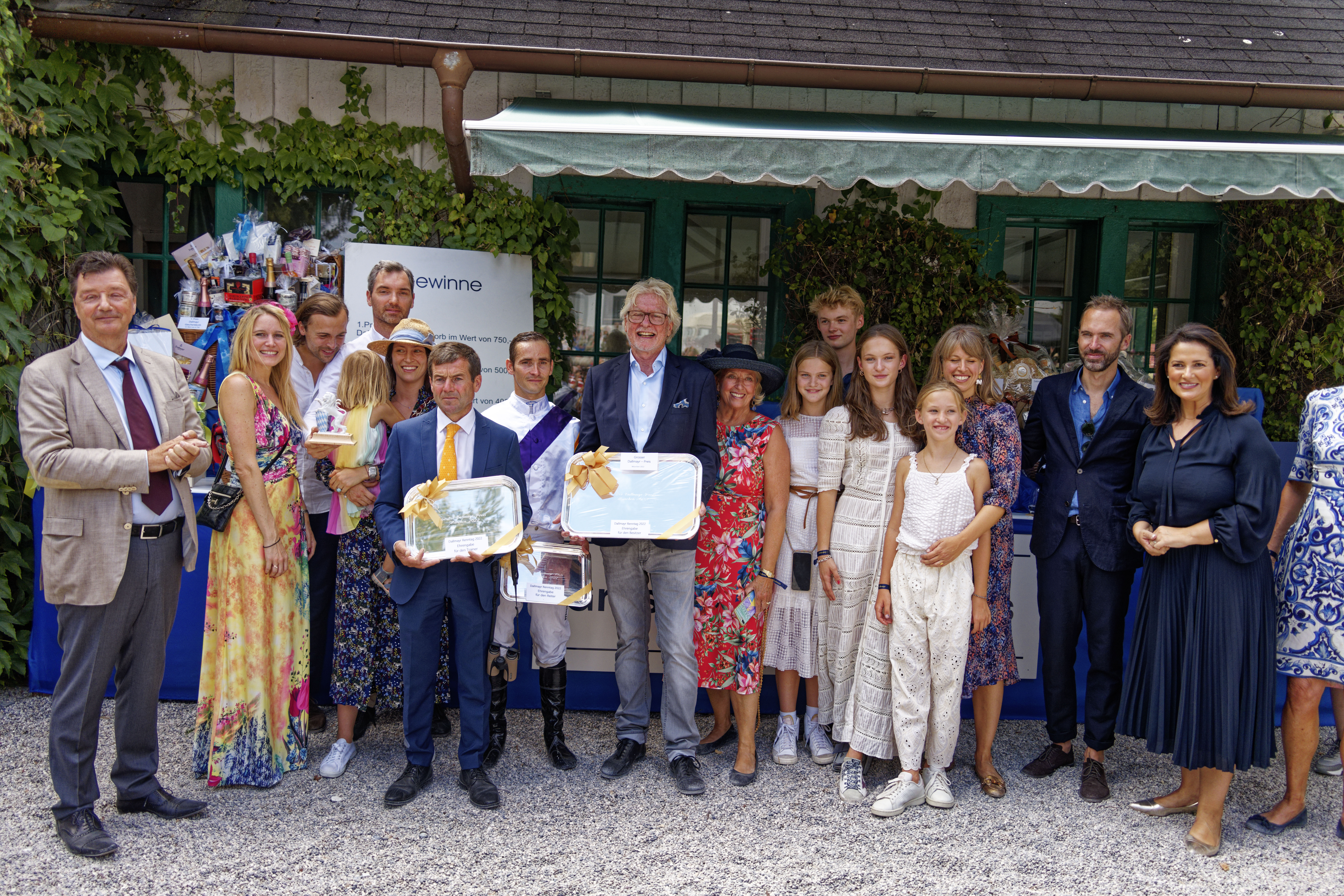
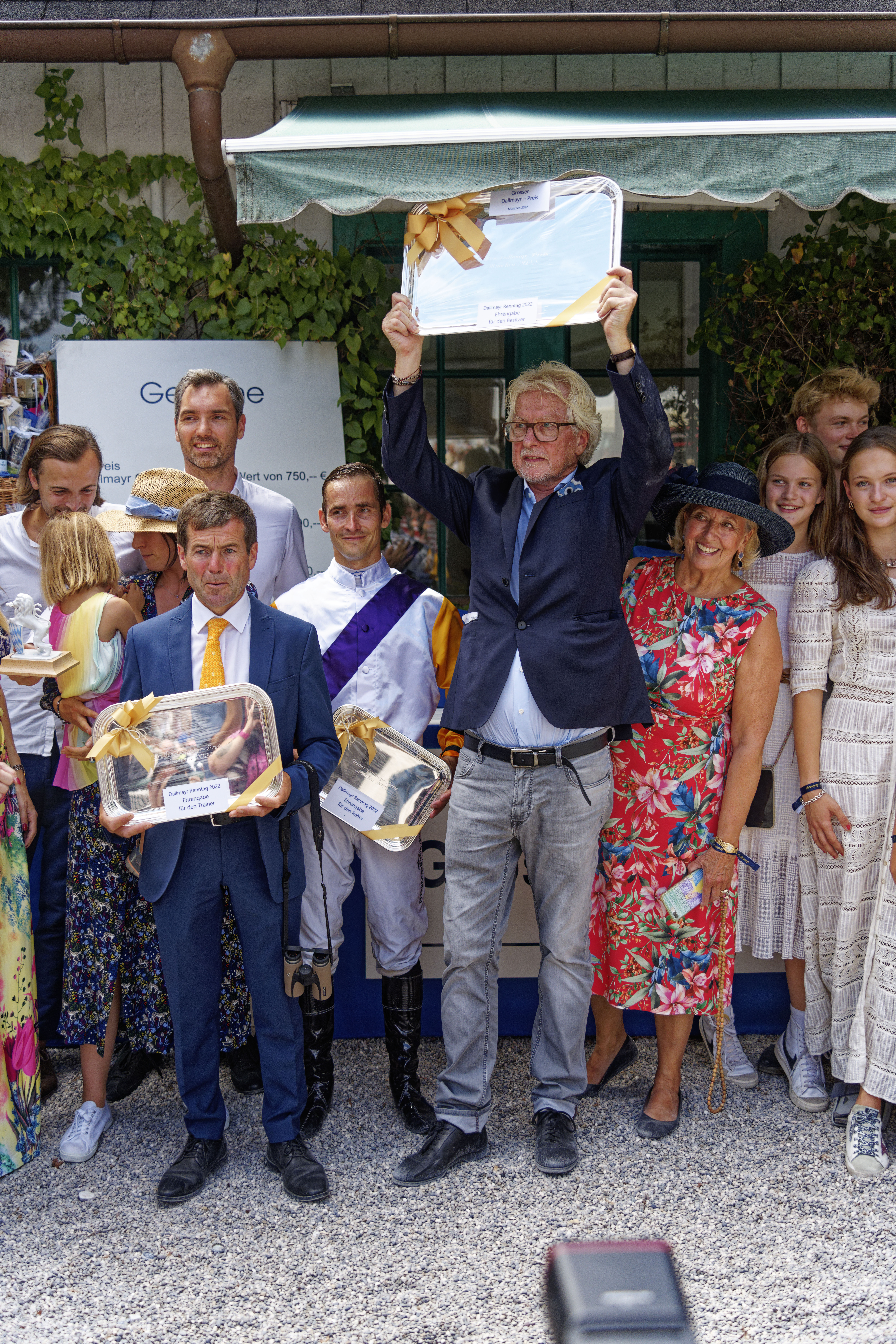
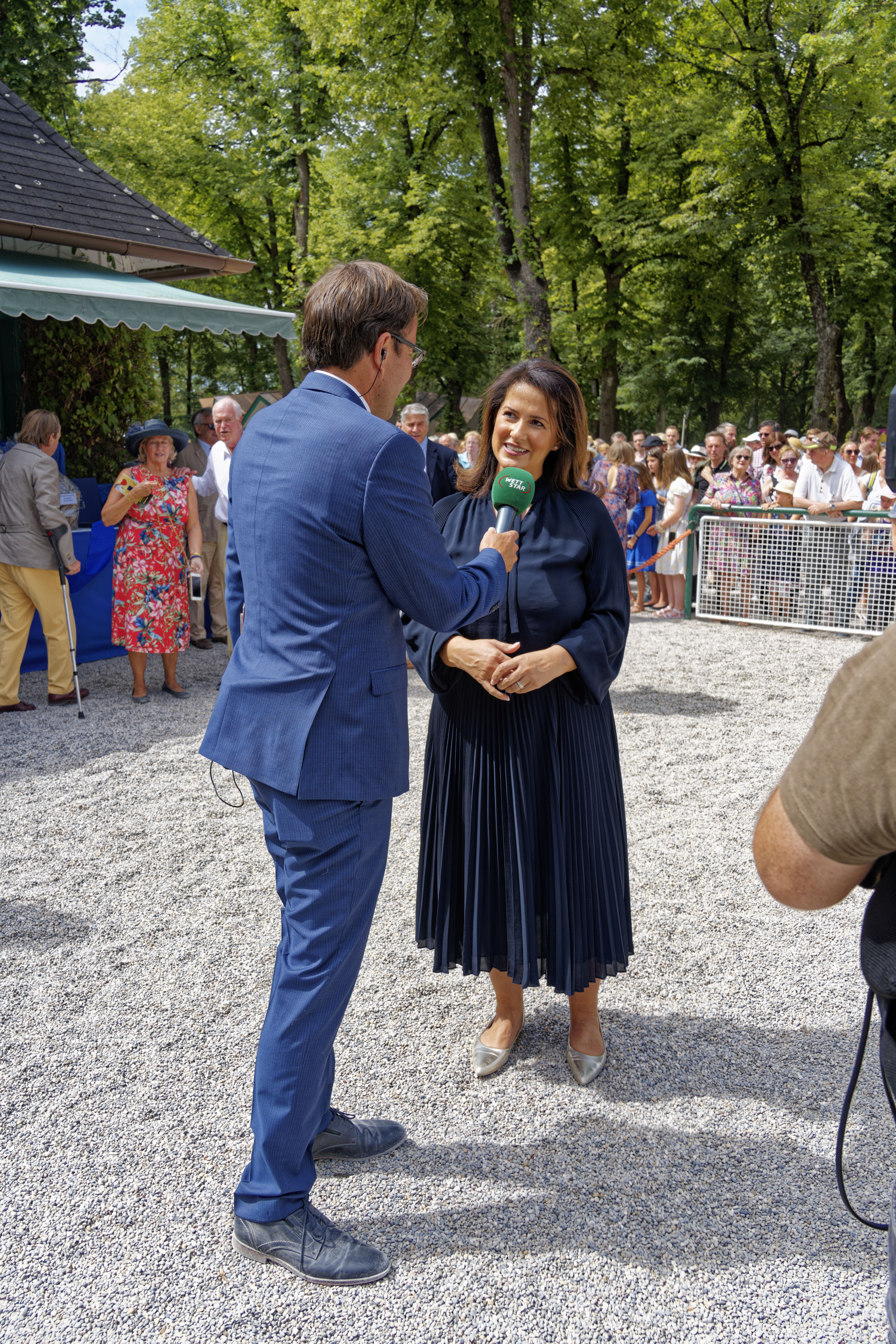
Interview mit der Bayerischen Landwirtschaftsministerin Michaela Kaniber

## Gewinner seit 1970
| Jahr | Sieger             | Alter | Jockey              | Trainer               | Besitzer                                | Zeit    | Land                   |
| ---- | ------------------ | ----- | ------------------- | --------------------- | --------------------------------------- | ------- | ---------------------- |
| 1970 | Segnes             | 3     | Harald Ziese        | W. Hessler            | J. A. Eichmann                          | 2:32.00 | Deutschland            |
| 1971 | Wanderu            | 3     | Peter Alafi         | Bruno Schütz          | Gestüt Waldfried                        | 2:39.30 | Deutschland            |
| 1972 | Boris              | 3     | Fritz Drechsler     | Heinz Jentzsch        | Gestüt Schlenderhan                     | 2:32.00 | Deutschland            |
| 1973 | Mirando            | 3     | Fritz Drechsler     | Heinz Jentzsch        | Gestüt Fährhof                          | 2:34.70 | Deutschland            |
| 1974 | Benedikt           | 3     | Peter Alafi         | Bruno Schütz          | Stall Konstantin                        | 2:41.30 | Deutschland            |
| 1975 | Gernegross         | 3     | Dave Richardson     | Arthur-Paul Schlaefke | Barbara von Stengel                     | 2:37.50 | Deutschland            |
| 1976 | Oliver             | 3     | Dave Richardson     | Arthur-Paul Schlaefke | Koelble / Roemmers                      | 2:33.10 | Deutschland            |
| 1977 | San Vicente        | 3     | George Cadwaladr    | Adolf Wöhler          | Gestüt Fährhof                          | 2:38.60 | Deutschland            |
| 1978 | Justus             | 3     | Otto Gervai         | Fritz Drechsler       | Stall Burg Windeck                      | 2:32.50 | Deutschland            |
| 1979 | Imperial Fling     | 3     | Steve Cauthen       | Harry Thomson Jones   | Carlo Vittadini                         | 2:37.40 | Vereinigtes Konigreich |
| 1980 | Senator            | 3     | Detlef Gronendahl   | Hein Bollow           | H. Schulz-Botenwerfer                   | 2:39.50 | Deutschland            |
| 1981 | Index              | 3     | Manfred Hofer       | Heinz Jentzsch        | Gestüt Schlenderhan                     | 2:50.80 | Deutschland            |
| 1982 | Anno               | 3     | Siegmar Klein       | Heinz Jentzsch        | Gestüt Schlenderhan                     | 2:38.50 | Deutschland            |
| 1983 | Tarsus             | 3     | Heinz-Peter Ludewig | Peter Lautner         | Stall Berbuk                            | 2:29.30 | Deutschland            |
| 1984 | Daun               | 3     | Pat Gilson          | Theo Grieper          | Gestüt Röttgen                          | 2:41.60 | Deutschland            |
| 1985 | Lirung             | 3     | Andrzej Tylicki     | Heinz Jentzsch        | Gestüt Fährhof                          | 2:04.30 | Deutschland            |
| 1986 | Highland Chieftain | 3     | Willie Carson       | John Dunlop           | Derek Hunnisett                         | 2:05.30 | Vereinigtes Konigreich |
| 1987 | Zampano            | 3     | Andrzej Tylicki     | Heinz Jentzsch        | Gestüt Bona                             | 2:11.20 | Deutschland            |
| 1988 | Shady Heights      | 4     | Willie Carson       | Robert Armstrong      | George Tong                             | 2:02.89 | Vereinigtes Konigreich |
| 1989 | Turfkönig          | 3     | Billy Newnes        | Uwe Ostmann           | Gestüt Auenquelle                       | 2:05.39 | Deutschland            |
| 1990 | Turfkönig          | 4     | Georg Bocskai       | Uwe Ostmann           | Gestüt Auenquelle                       | 2:01.15 | Deutschland            |
| 1991 | Kartajana          | 4     | William Mongil      | Alain de Royer-Dupré  | HH Aga Khan IV                          | 2:07.57 | Frankreich             |
| 1992 | Kooyonga           | 4     | Warren O’Connor     | Michael Kauntze       | Mitsuo Haga                             | 2:05.80 | Vereinigtes Konigreich |
| 1993 | Market Booster     | 4     | Michael Kinane      | Dermot Weld           | Moyglare Stud Farm                      | 2:08.97 | Irland                 |
| 1994 | Vincenzo           | 5     | Rikki Morse         | Georg Ording          | Stall Nordpol                           | 2:04.43 | Deutschland            |
| 1995 | Germany            | 4     | Frankie Dettori     | Bruno Schütz          | Jaber Abdullah                          | 2:05.20 | Deutschland            |
| 1996 | Timarida           | 4     | Johnny Murtagh      | John Oxx              | HH Aga Khan IV                          | 2:06.60 | Irland                 |
| 1997 | Oxalagu            | 5     | Andrasch Starke     | Bruno Schütz          | Gestüt Rietberg                         | 2:04.60 | Deutschland            |
| 1998 | Elle Danzig        | 3     | Stanley Chin        | Andreas Schütz        | Gestüt Wittekindshof                    | 2:10.60 | Deutschland            |
| 1999 | Tiger Hill         | 4     | Andreas Suborics    | Peter Schiergen       | Georg von Ullmann                       | 2:04.70 | Deutschland            |
| 2000 | Greek Dance        | 5     | Johnny Murtagh      | Sir Michael Stoute    | Lord Weinstock                          | 2:12.40 | Vereinigtes Konigreich |
| 2001 | Kutub              | 4     | Frankie Dettori     | Saeed bin Suroor      | Godolphin                               | 2:09.00 | Vereinigtes Konigreich |
| 2002 | Kaieteur           | 3     | Pat Eddery          | Brian Meehan          | Susan McCarthy                          | 2:09.85 | Vereinigtes Konigreich |
| 2003 | Ransom O’War       | 3     | Stanley Chin        | Erika Mäder           | Stall Capricorn                         | 2:04.60 | Deutschland            |
| 2004 | Intendant          | 3     | Jiri Palik          | Andrea Bertram        | Ferdinand Leve                          | 2:04.27 | Deutschland            |
| 2005 | Soldier Hollow     | 5     | William Mongil      | Peter Schiergen       | Gestüt Park Wiedingen                   | 2:11.09 | Deutschland            |
| 2006 | Lord of England    | 3     | Andrasch Starke     | Mario Hofer           | Stall Lucky Owner                       | 2:14.46 | Deutschland            |
| 2007 | Soldier Hollow     | 7     | Andrasch Starke     | Peter Schiergen       | Gestüt Park Wiedingen                   | 2:09.26 | Deutschland            |
| 2008 | Linngari           | 6     | Ryan Moore          | Sir Michael Stoute    | Plersch / Walichnowski                  | 2:10.05 | Vereinigtes Konigreich |
| 2009 | Pressing           | 6     | Neil Callan         | Michael Jarvis        | Gary Tanaka                             | 2:11.27 | Vereinigtes Konigreich |
| 2010 | Lady Jane Digby    | 5     | Greg Fairley        | Mark Johnston         | Kirsten Rausing                         | 2:09.70 | Vereinigtes Konigreich |
| 2011 | Durban Thunder     | 5     | Terence Hellier     | Torsten Mundry        | Stall Tinsdal                           | 2:06.39 | Deutschland            |
| 2012 | Pastorius          | 3     | Andrasch Starke     | Mario Hofer           | Stall Antanando                         | 2:12.04 | Deutschland            |
| 2013 | Neatico            | 6     | Andrasch Starke     | Peter Schiergen       | Gestut Ittlingen                        | 2:04.07 | Deutschland            |
| 2014 | Lucky Lion         | 3     | Ioritz Mendizabal   | Andreas Lowe          | Gestut Winterhauch                      | 2:07.52 | Deutschland            |
| 2015 | Guiliani           | 4     | Filip Minarik       | Jean-Pierre Carvalho  | Stall Ullmann                           | 2:07:52 | Deutschland            |
| 2016 | Elliptique         | 5     | Frankie Dettori     | André Fabre           | Rothschild family                       | 2:07.83 | Frankreich             |
| 2017 | Iquitos            | 5     | Daniele Porcu       | Hans-Jurgen Groschel  | Stall Mulligan                          | 2:05.12 | Deutschland            |
| 2018 | Benbatl            | 4     | Oisin Murphy        | Saeed bin Suroor      | Godolphin                               | 2:06.78 | Vereinigtes Konigreich |
| 2019 | Danceteria         | 4     | Jamie Spencer       | David Menuisier       | Australian Bloodstock & Clive Washbourn | 2:14.96 | Vereinigtes Konigreich |
| 2020 | Barney Roy         | 6     | William Buick       | Charlie Appleby       | Godolphin                               | 2:09.00 | Vereinigtes Konigreich |
| 2021 | Skalleti           | 6     | Gerald Mosse        | Jerome Reynier        | Jean-Claude Seroul                      | 2:07.76 | Frankreich             |
| 2022 | Sammarco           | 3     | Rene Piechulek      | Peter Schiergen       | Gestüt Park Wiedingen                   | 2:06.50 | Deutschland            |
| 2023 | Nations Pride      | 4     | William Buick       | Charlie Appleby       | Godolphin                               | 2:15.02 | Vereinigtes Konigreich |

## Frühere Sieger
- 1890: Bettelliese
- 1900: Heribert / Minnesänger *
- 1901: Epirus
- 1902: Herz Ass
- 1903: Beowulf
- 1904: Girlamund
- 1905: Notgrim
- 1906: Elsterstein
- 1907: Herero
- 1908: Bajazzo
- 1909: Illo
- 1910: Pilgramsberg
- 1911: Don Cesar
- 1912: Flaminio
- 1913: Nachtschatten
- 1914: Drosselbart
- 1915: Persicus
- 1916: Der Blaue Vogel
- 1917: Rosengarten
- 1918: Eiffilo
- 1919: Eggenfelden
- 1920: Opanka
- 1921: Paukenschläger
- 1922: Casanova
- 1923: Bajuware
- 1924: Eigilolf
- 1925: Goldelse
- 1926: Sigtuna
- 1927: Sphaira
- 1928: Arber
- 1929: Peter Sonnenschein
- 1930: Fortunatos
- 1931: Esto Vir
- 1932–39: no race
- 1940: Spieler
- 1941: Werber
- 1942: Ruhpoldinger
- 1943: Lotse
- 1944: Vinca
- 1945–46: no race
- 1947: Singlspieler
- 1948: Großmogul
- 1949: Montevideo
- 1950: Waldspecht
- 1951: Algol
- 1952: Alke / Prodomo *
- 1953: Levantos
- 1954: Fabier
- 1955: Masetto
- 1956: Plutarch
- 1957: Menes
- 1958: Ozean
- 1959: Bismarck
- 1960: Ankerkette
- 1961: Rosenwirt
- 1962: Liebeschor
- 1963: Belos
- 1964: Illetlen
- 1965: Mioro
- 1966: Nem Igaz
- 1967: Daimyo
- 1968: Bacchus
- 1969: Traminer

1900 und 1952 gab es ein totes Rennen und somit zwei Sieger.